# Sport Club Campo Mourão
O Sport Club Campo Mourão (conhecido como Campo Mourão ou ainda Sport e cujo acrônimo é SCCM) é um clube de futebol brasileiro da cidade de Campo Mourão, no estado do Paraná. Foi fundado em 31 de julho de 1989 e suas cores são o grená e o branco. Seu mascote e símbolo é o Leão, e os torcedores chamam carinhosamente a equipe de Leão do Vale. Manda seus jogos no Estádio Municipal Roberto Brzezinski, que tem capacidade para 3.948 espectadores.
Na década de 1980 e 1990, seu maior rival era o Grêmio Goioerê.

## História
O Sport Club Campo Mourão, foi fundado em 31 de julho de 1989, disputando em seus primeiros anos competições em nível estadual, como os Paranaenses da Primeira Divisão de 1991 e de 1992, quando licenciou-se de suas atividades profissionais.
Posteriormente, em 22 de janeiro de 2007 o clube retornou as competições, pois com a fusão da Associação Desportiva Atlética do Paraná (ADAP), com o Galo Maringá, seu município estava sem representante no futebol, e para preencher esta lacuna desportistas locais resolveram refundar a agremiação. Nos primeiros cinco anos após seu retorno, disputou a Divisão de Acesso, alçando o sexto lugar em 2007, o quinto lugar de 2008, e a oitava posição de 2009 e a quarta colocação em 2010, sendo esta a melhor campanha de sua história, porém ao término do torneio o então presidente Luis Carlos Kehl, afirmou que a equipe encerraria as ações no futebol. Entretanto, o fato não foi concretizado já que o clube disputou a Segunda Divisão do Campeonato Paranaense de 2011 onde foi rebaixado para a Terceira Divisão. No ano de 2012 não teve bom desempenho, sendo eliminado logo na primeira fase da mesma competição.
Em 2013, elegeu um novo mandatário o empresário, Fabio Gaspar Melo, como vice-presidente Pedro Giuliani, diretor de futebol Pio Nogueira, marketing esportivo Tiago Costa, compondo uma nova Administração, integrada e efetiva, para que possa voltar a ser um time de peso no Campeonato Paranaense, juntamente com a Pivô Assessoria Desportiva especialista no desenvolvimento de novos atletas e uma metodologia ímpar para a administração do clube. Apostando em suas categorias de base para ter um bom desempenho na Terceirona.

## Denúncia
Em novembro de 2017, o presidente do clube, Luiz Carlos Kehl, foi denunciado por organização criminosa, estelionato e maus-tratos pelo Ministério Público do Paraná. O presidente e alguns integrantes da comissão técnica e da diretória, fazem falsas promessas para jogadores de futebol da base, como suporte na carreira, em troca de pagamento, porém, nada é concretizado.